# Krông Nô (sông)
Sông Krông Nô, tên chính thức là Ea Krông Knô hay Đắk Krông Knô (có nghĩa là "sông cha" hoặc "sông đực"), là một trong những con sông lớn ở Đắk Lắk, Đắk Nông và Lâm Đồng.
Sông bắt nguồn từ vùng núi cao Chư Yang Sin (> 2.000m) chạy dọc ranh giới phía Nam sau đó chuyển hướng lên phía Bắc (ranh giới phía Tây) và nhập với sông Krông Ana (Ea Krông Ana) để trở thành dòng sông Srêpốk thác ghềnh. Tổng diện tích lưu vực sông là 3920 km² và chiều dài dòng chính là 156 km.
Krông Nô hiện đang là con sông ranh giới giữa hai tỉnh Lâm Đồng với Đắk Lắk và giữa Đắk Lắk với Đắk Nông, dọc theo con sông này là rất nhiều buôn làng người dân tộc bản địa với nhiều truyền thuyết về tên của dòng sông và vùng đất Krông Nô một huyện cùng tên thuộc tỉnh Đắk Nông.